# Zvezna gimnazija in zvezna realna gimnazija za Slovence
Zvezna gimnazija in zvezna realna gimnazija za Slovence v Celovcu je osemletna gimnazija za koroške Slovence.
Šola je bila na podlagi obveznosti iz avstrijske državne pogodbe ustanovljena 9. maja 1957, s poukom pa je začela septembra istega leta. Prvi ravnatelj je bil Joško Tischler. Vse do izgradnje lastne stavbe leta 1975 je imela šola le popoldanski pouk.
Doslej je šolo obiskovalo več kot 3500 dijakov, maturiralo jih je več kot 1500.
Od leta 1990 je v stavbi slovenske gimnazije tudi Dvojezična Trgovska akademija.